# Alticorpus
Genre
Le genre Alticorpus regroupe des poissons appartenant à la famille des Cichlidae.

## Liste des espèces
Selon FishBase (23 janv. 2017) :
- Alticorpus geoffreyi Snoeks et Walapa, 2004
- Alticorpus macrocleithrum (Stauffer et McKaye, 1985)
- Alticorpus mentale Stauffer et McKaye, 1988
- Alticorpus peterdaviesi (Burgess et Axelrod, 1973)
- Alticorpus profundicola Stauffer et McKaye, 1988

Selon ITIS (23 janv. 2017) :
- Alticorpus macrocleithrum (Stauffer & McKaye, 1985)
- Alticorpus mentale Stauffer & McKaye, 1988
- Alticorpus pectinatum Stauffer & McKaye, 1988 - considéré comme synonyme de Alticorpus peterdaviesi par FishBase (23 janv. 2017)[1]
- Alticorpus peterdaviesi (Burgess & Axelrod, 1973)
- Alticorpus profundicola Stauffer & McKaye, 1988